# ヴォトランチン・グループ
ヴォトランチン・グループ（Votorantim Group）は、ブラジル最大級の財閥であり、子会社を通じて金融、金属、鉄鋼、セメント、紙・パルプ、農業、投資などの事業を展開している。
フィブリアを除く、主要子会社は株式を公開しておらず、非公開の持株会社を通じてエミリオ・デ・モラエス一族が支配している。

## グループ企業
- Votorantim Finance (金融)
- Votorantim Metals (金属）
- CBA (アルミニウム、電力）
- Votorantim Cement (セメント)
- Votorantim Siderurgia (鉄鋼)
- フィブリア (紙パルプ)
- Citrosuco (農業)
- Votorantim New Business （投資）